# Orontobryum hookeri
Orontobryum hookeri là một loài Rêu trong họ Hylocomiaceae. Loài này được (Mitt.) M. Fleisch. mô tả khoa học đầu tiên năm 1925.